# Combate de Quilmo
El Combate de Quilmo fue una batalla de la Patria Nueva chilena ocurrida en el marco de la llamada Guerra a Muerte, que se desarrolló en Quilmo el 19 de septiembre de 1819.
Los contrincantes eran las tropas del gobernador de Chillán Pedro Nolasco Victoriano y las del oficial realista Vicente Ilizondo, nombrado segundo jefe del 'bandido' Vicente Benavides.
El encuentro tuvo lugar en el momento en que Victoriano regresaba a Chillán y después que Ilizondo se había apoderado de la ciudad el día antes.
La lucha fue desorganizada a la voz de "cargar y degollar" salió triunfante el gobernador Victoriano, quien en la misma mañana dio muerte al montonero Dionisio Seguel.